# Poartă SAU
| INTRARE A B | INTRARE A B | IEȘIRE A OR B |
| 0           | 0           | 0             |
| 0           | 1           | 1             |
| 1           | 0           | 1             |
| 1           | 1           | 1             |

Poarta OR (în română SAU) este o poartă logică digitală care implementează operația de disjuncție logică, așa cum este descrisă în tabelul de adevăr alăturat. Ieșirea pe nivel înalt (1) are loc dacă cel puțin o intrare a porții are nivel înalt (1). Dacă ambele intrări sunt pe nivel jos (0), atunci ieșirea va fi tot pe nivel jos (0).

## Simboluri
Există două simboluri pentru porțile OR: simbolul 'militar' și simbolul dreptunghiular.
Pentru mai multe informații, vezi simbolurile porților logice.

Simbolul 'militar'
Simbolul dreptunghiular

## Descriere hardware și așezarea pinilor

Diagrama aranjamentului porţilor SAU într-un circuit integrat CMOS 4071 standard.

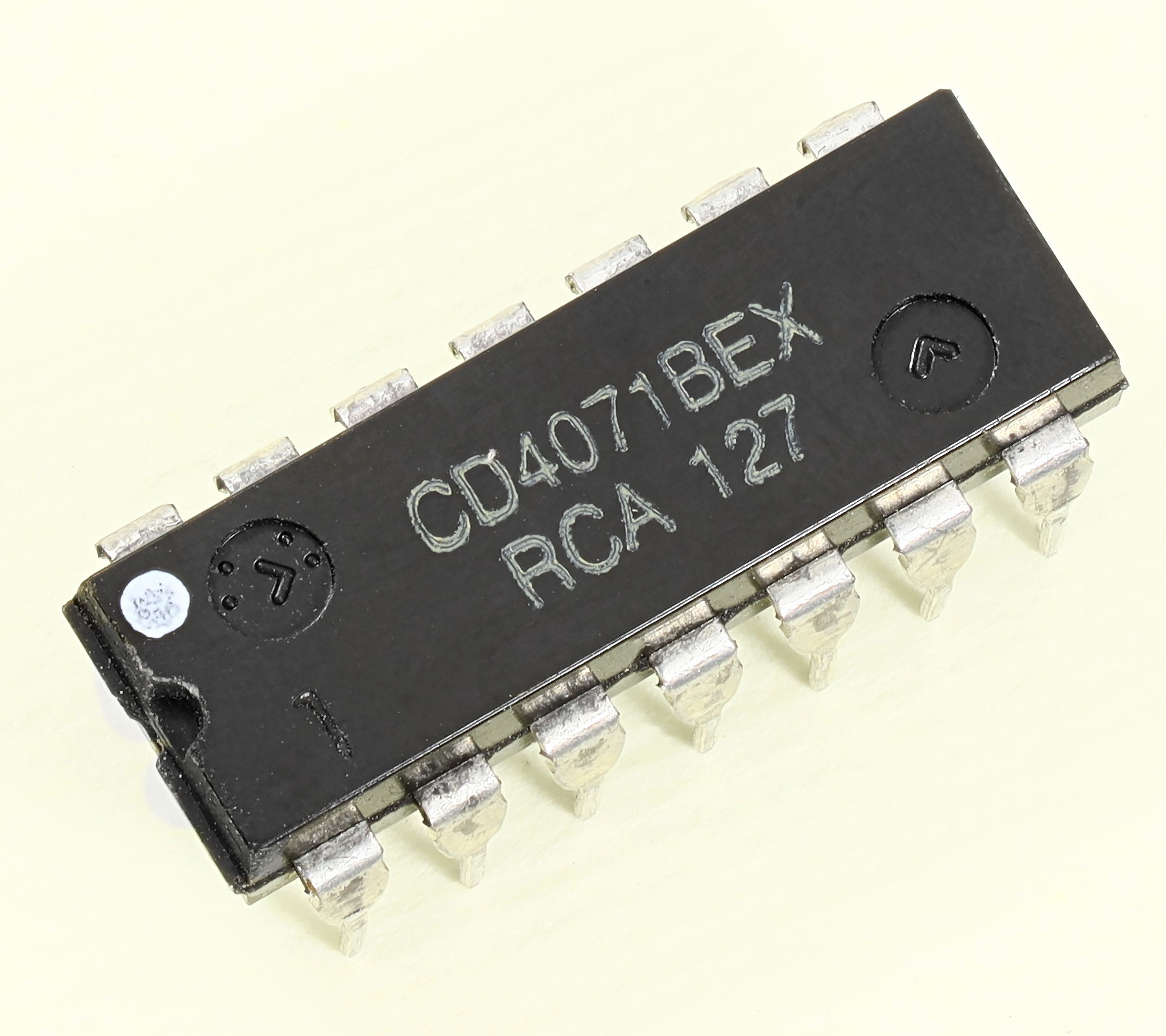
Circuit integrat CMOS 4071 standard

Porțile OR sunt porți logice de bază, și de aceea sunt recunoscute în TTL și circuitele integrate CMOS. Circuitul integrat (CI) standard, seria 4000, CMOS este 4071, care include patru porți OR independente, cu două intrări. 
Varianta pentru circuitele  TTL este seria 7432. 
Există mai multe versiuni ale porții originale 7432, toate au aceeași configurație la terminale dar au structuri interne diferite ce permit funcționarea la tensiuni diferite și/sau la viteze diferite. În plus față de varianta standard de poartă SAU cu două intrări există și porți  OR cu 3 sau cu 4 intrări.
Aceste circuite integrate sunt disponibile la majoritatea producătorilor de semiconductoare precum Fairchild Semiconductor, Philips sau Texas Instruments.
Pe lângă poarta SAU (OR) standard, cu două intrări, mai există și:
- CMOS:
  - 4075: Poarta OR (triplă pe CI) cu 3 intrări
  - 4072: Poarta OR (dublă pe CI) cu 4 intrări
- TTL:
  - 74LS32: Poarta OR (patru porți pe CI) cu 2 intrări - varianta Schottky de putere mică
  - 74HC32: Poarta OR (patru porți pe CI) cu 2 intrări - varianta de viteză mare, tehnologie CMOS, ce prezintă un curent consumat mai mic și o gamă mai mare de tensiuni de alimentare
  - 74AC32: Poarta OR (patru porți pe CI) cu 2 intrări - varianta advanced CMOS, similară cu 74HC32, dar cu timpi de comutare mai mici si curent mai mare la ieșire
  - 74LVC32: Poarta OR (patru porți pe CI) cu 2 intrări - varianta CMOS de tensiune mică

### Alternative

Poartă OR construită din porţi NOR

Dacă nu există porți OR disponibile, ele pot fi construite din porți NOR, în configurația alăturată.